# Gustaf Zülich
Gustaf Zülich (ur. 18 kwietnia 1666 w Liwonii, zm. 16 czerwca 1743 na Pomorzu Szwedzkim) – szwedzki oficer i dyplomata.
Zülich uczestniczył od roku 1702 w wojnach, jakie prowadził Karol XII. W roku 1705 został uszlachcony, a w roku  1711 otrzymał tytuł barona (friherre). Wracał z armią z Rosji przez Turcję (1714-1715). Nieco przed klęską, w roku 1720, uzyskał awans na generała-lejtnanta.
Znajomość języka polskiego i łaciny spowodowała możliwość służby Zülicha w dyplomacji. W latach 1729–1732 był ministrem szwedzkim na dworze Augusta II Mocnego w Saksonii.
W roku 1740, gdy został generałem piechoty, mianowano go również ambasadorem Szwecji w Berlinie. Gdy przybył do Prus uczestniczył w koronacji Fryderyka II. Urząd ambasadora w Prusach piastował do swej śmierci w 1743 roku.